# I. e. 354
Évszázadok: i. e. 5. század – i. e. 4. század – i. e. 3. század
Évtizedek: i. e. 400-as évek – i. e. 390-es évek – i. e. 380-as évek – i. e. 370-es évek – i. e. 360-as évek – i. e. 350-es évek – i. e. 340-es évek – i. e. 330-as évek – i. e. 320-as évek – i. e. 310-es évek – i. e. 300-as évek
Évek: i. e. 359 – i. e. 358 – i. e. 357 – i. e. 356 –  i. e. 355 – i. e. 354 – i. e. 353 – i. e. 352 – i. e. 351 – i. e. 350 – i. e. 349

## Események

### Görögország
- Zarnoki uralma miatt Diont, Szürakuszai türannoszát meggyilkolja az athéni Kalipposz, aki korábban elkísérte őt a város meghódítására. II. Dionüsziosz továbbra is száműzetésben marad Itáliában.
- A szövetséges-háború lezárásaként Athén elismeri Khiosz, Rodosz és Kósz függetlenségét, valamint békét köt a káriai Mauszólosszal.
- a harmadik szent háborúban a phókisziak vereséget szenvednek Athéntól.
- II. Philipposz makedón király elfoglalja és lerombolja az Athénnal szövetséges Methonét. Az ostrom közben egy nyíl miatt elveszti a fél szemét.

### Róma
- Róma védelmi szövetséget köt a szamniszokkal[1] a gallok ellen. A rómaiak Caere mellett legyőzik az etruszkokat.
- Cpnsullá választják Marcus Fabius Ambustust és Tiberius Quinctius Pennus Capitolinus Crispinust.

### Kína
- A híres hadvezér és teoretikus, Szun Pin vezette Csi-állambeli hadsereg a kujlingi csatában nagy győzelmet arat Vej állam ellen.

## Halálozások
- Dion, Szürakuszai türannosza
- Timótheosz, athéni államférfi és hadvezér
- Xenophón, görög katona és történetíró

## Fordítás
- Ez a szócikk részben vagy egészben  a(z)   354 BC című angol Wikipédia-szócikk ezen változatának fordításán alapul.  Az eredeti cikk szerkesztőit annak laptörténete sorolja fel. Ez a jelzés csupán a megfogalmazás eredetét és a szerzői jogokat jelzi, nem szolgál a cikkben szereplő információk forrásmegjelöléseként.